# 壬二酰氯
壬二酰氯是一种有机化合物，化学式为(CH2)7(COCl)2，它是无色液体，市售品可能发黄。
它可由壬二酸和氯化亚砜或草酰氯反应制得。在三氯化铝催化下，它和1,2-二甲氧基苯在二氯甲烷中反应，可以得到1,9-二(3,4-二甲氧基苯基)-1,9-壬二酮。它和苯甲酰肼反应，可以得到N,N'-二(苯甲酰基)壬二酰肼。